# Орлов, Александр Семёнович
Александр Семёнович Орлов (1885, Пылково, Саратовская губерния — 1956, Алма-Ата) — директор совхоза «Пахта-Арал», советский организатор сельского хозяйства в сфере хлопководства, Герой Социалистического Труда (1948 год). Отец Героя Социалистического Труда Фёдора Орлова.

## Биография
Родился в 1885 году в бедной крестьянской семье в деревне Пылково в Саратовской губернии (ныне — Лопатинский район Пензенской области). С ранних лет начал работать по найму. В 1911 году приехал в город Байрам-Али, где устроился рабочим по ирригации в Мургабском государевом имении.
Активно участвовал в Октябрьской революции и Гражданской войне. С 1919 года — член РКП(б). Работал на ответственных военных и хозяйственных постах в Байрам-Алийском ревкоме, а затем в Туркменском хлопковом комитете.
В 1926 году возглавил совхоз «Пахта-Арал» Чимкентской области, в котором проработал более 20 лет. К 1934 году посевная площадь, засеянная хлопков, достигла в колхозе 5.400 гектаров, а урожайность достигла 17,5 центнеров с гектара. В последующие годы урожайность поднялась до 30 центнеров, отдельные годы сбор хлопка составлял 35—49 центнеров. За эффективное управление колхозом В 1934 году награждён орденом Ленина, а в 1948 году ему присвоено звание Героя Социалистического Труда. С 1949 года директор Пахта-Аральского училища механизации.
Трижды избирался депутатом Верховного Совета Казахской ССР. В марте 1955 года избран первым заместителем председателя Президиума Верховного Совета Казахской ССР.
Скончался 7 марта 1956 года, похоронен на Центральном кладбище Алматы.

## Награды
- Герой Социалистического Труда — указом Президиума Верховного Совета СССР от 27 мая 1948 года;
- Награждён 2 орденами Ленина (17.7.1934, 27.5.1948), орденами Отечественной войны 1-й степени (16.11.1945), Трудового Красного Знамени (09.4.1947), медалями.